# Anthophorula completa
Anthophorula completa är en biart som först beskrevs av Cockerell 1935.  Anthophorula completa ingår i släktet Anthophorula och familjen långtungebin. Inga underarter finns listade i Catalogue of Life.